# المحفد (إب)
المحفد هي إحدى قرى الجمهورية اليمنية. وهي تتبع جغرافيًا لمحافظة إب. وإداريًا لمديرية يريم. يبلغ تعداد سكانها 1229 نسمة حسب الإحصاء الذي جرى عام 2004.